# Ofensiva del Norte
La ofensiva del Norte, también denominada campaña del Norte, frente del Norte o guerra del Norte, es el nombre que recibe el conjunto de operaciones y combates que tuvieron lugar en la franja cantábrica desde la primavera al otoño de 1937, entre las fuerzas sublevadas y las de la zona leal al Gobierno republicano durante la guerra civil española.
El desarrollo de las operaciones fue completamente contrario a las armas republicanas, que además de encontrarse políticamente divididas, en lo que se refiere al equipo y armamento de su Ejército en el Norte, este era muy inferior al que disponían los ejército republicanos en la zona centro. Esta superioridad fue aprovechada por los militares franquistas para conseguir una victoria que inclinara la balanza de la guerra a su favor. En una serie de grandes operaciones militares, las fuerzas sublevadas (con el siempre decisivo apoyo militar de la Legión Cóndor y el Corpo Truppe Volontarie) destruyeron a las fuerzas republicanas en la cornisa cantábrica y se hicieron con el control de Vizcaya, Cantabria y Asturias. El desastre republicano en el Norte prepararía el camino para siguientes derrotas hasta la caída de la República en la primavera de 1939.

## Antecedentes
El frente norte se había mantenido prácticamente estable desde el octubre de 1936, cuando los sublevados habían completado la conquista de Guipúzcoa (cerrando el acceso terrestre con Francia, lo cual supuso un duro golpe para la República), mientras que en Asturias habían conseguido establecer una pasillo directo a Oviedo y terminaron con el cerco al que estaba sometida esta ciudad por parte de las milicias republicanas. No obstante, la ciudad seguía sitiada por las tropas republicanas y en una situación precaria. En ese momento las fuerzas sublevadas en el Norte eran insuficientes para llevar a cabo la conquista de la zona que se mantenía fiel a la República, de la misma manera que los republicanos del norte no poseían de tropas suficientes (a decir verdad, no poseían de un ejército organizado) para lanzar ofensivas contra los territorios de Castilla la Vieja o León.
Las tropas republicanas del norte estaban divididas según las regiones existentes, existiendo las milicias asturianas, las milicias cántabras y las milicias vascas (dependientes del Gobierno provisional del País Vasco); Existían entre ellas más conflictos y recelos que una efectiva colaboración entre ellas, a la par de que eran pocas y estaba pésimamente armadas. Poco a poco las milicias fueron militarizándose y llegaron a lanzar alguna ofensiva de corto alcance y, también, de limitado éxito. Las milicias vascas se organizaron en el Euzko Gudarostea, el ejército organizado por el Gobierno vasco para hacer frente a las tropas sublevadas y lanzaron una ofensiva en Álava con la intención de tomar Vitoria, la capital de la provincia. Pero el avance no pasó de Villareal, donde se estancó la lucha hasta que las tropas vascas se retiraron. A comienzos de marzo las milicias asturianas lanzaron un fuerte ataque contra Oviedo, que ya se encontraba muy presionada en el sitio al que se veía sometida, aunque finalmente fracasaron. Fueron estos los únicos combates de importancia que se produjeron hasta la llegada de la primavera.
El 22 de marzo de 1937, tras los repetidos fracasos de Madrid, Franco expuso a sus generales los nuevos planes militares: Madrid pasaría a ser un frente defensivo mientras que los principales esfuerzos se dirigirían en el frente del Norte bajo la dirección de Mola, el antiguo director de la conspiración militar de julio de 1936. Este plan suponía la dura aceptación de que Madrid no podía ser conquistado inmediatamente, y de que no se podía ganar la guerra rápidamente. Los territorios republicanos del norte eran una presa tentadora: no sólo estaban políticamente divididos y peor equipados que las unidades del centro, sino que comprendían el hierro del País Vasco y el carbón de Asturias, así como el acero y las industrias químicas de Vizcaya. Una vez que se terminase.

## Desarrollo de las operaciones

### Bloqueo marítimo del Cantábrico
Desde que la frontera de Irún fuera conquistada por los sublevados en septiembre de 1936, el único medio de comunicación que le quedaba a la zona norte republicana era el marítimo y muy escuetamente el aéreo. Ello no pasó inadvertido a los rebeldes, que a pesar de tener una flota mucho más pequeña que la republicana se encargaron de bloquear el Mar Cantábrico; La flota republicana era mucho más numerosa pero estaba peor organizada y, sobre todo, se encontraba concentrada en el Mediterráneo. Con un par de destructores y submarinos era imposible hacer frente a la pequeña pero poderosa flota franquista compuesta por el viejo acorazado España, los cruceros Canarias y Almirante Cervera y el destructor Velasco. Por otro lado, destaca la recientemente fundada Marina de Guerra Auxiliar de Euskadi (Euzko itsas Gudarostea), formada con bous (pesqueros reconvertidos) y buques auxiliares; Si bien sus ligeros buques eran insuficientes para hacer frente a la marina rebelde, su extraordinario arrojo y valor compensó esta deficiencia.
En marzo de 1937 se produjo la Batalla del Cabo Machichaco, donde los pequeños bous (pesqueros armados) vascos hicieron frente a la armada sublevada para defender a un mercante (el Galdames) que se dirigía con material bélico a Bilbao. La escena de los minúsculos pesqueros armados haciendo frente al enorme Canarias era una reencarnación de la lucha de David contra Goliath. A pesar de este pequeño combate, lo cierto es que no hubo apenas combates de cierta entidad en el Cantábrico. Pero tampoco el bloqueo naval de los sublevados era impermeable; Este se demostró un mito cuando buques mercantes británicos cruzaron los supuestos campos de minas y sin encontrarse con la oposición de los grandes navíos de superficie de los sublevados. Los campos de minas, no obstante, si constituían una amenaza real, como bien demuestra el hundimiento del España el 30 de abril de 1937 frente a las costas de Santander. Unos meses más tarde, con la caída de Bilbao empezó el endurecimiento en el bloqueo marítimo del Cantábrico, que se vio empeorado por la actividad aérea. Así, durante la caída de Santander y Asturias la superioridad aeronaval sublevada era tal que la evacuación de estos territorios fue casi imposible a excepción de contados casos, especialmente de autoridades republicanas.

### Campaña aérea
Artículo principal: Campaña de bombardeos en el Norte

### Operaciones terrestres
La campaña, iniciada el 31 de marzo con el avance de las Fuerzas sublevadas en Vizcaya y el Bombardeo de Durango, estaba prevista que fuera una rápida campaña contra lo que se suponía unas fuerzas republicanas desorganizadas y deficientemente armadas. El desarrollo de las operaciones se acabó dividiendo en tres fases:
- Ofensiva de Vizcaya (31 de marzo - 1 de julio): Desde comienzos de abril se desarrollaron las operaciones que perseguían tanto la conquista de la provincia como de la capital, Bilbao y gran centro industrial. El principal estratega de la operación, el General Mola, murió el 3 de junio tras estrellarse el avión que lo transportaba en una cumbre cercana a Burgos.[11] Sin embargo, este hecho no afectó a las operaciones y el 19 de junio caía Bilbao después de una larga lucha, seguida con la conquista de la provincia en los siguientes días.[12] Estaba previsto que la ofensiva continuara sobre Santander de forma inmediata, pero la Ofensiva republicana en Brunete detuvo todas las operaciones en el Norte.

- Batalla de Santander (14 de agosto - 2 de septiembre): Después del fracaso de los republicanos en Brunete, el 14 de agosto comenzaron las operaciones en la provincia de Santander. Cuatro días después el eje defensivo republicano ha caído, y la desbandada entre sus tropas es completa. Después de asegurar la Bolsa de Reinosa, el 26 de agosto los sublevados y los italianos del Corpo Truppe Volontarie alcanzan la capital, logrando una decisiva victoria en apenas unas semanas.

- Ofensiva de Asturias (1 de septiembre - 21 de octubre): Antes de acabar las operaciones en Santander, ya en agosto algunas unidades sublevadas habían entrado en Asturias, cuya conquista se preveía fácil tras la destrucción casi total del Ejército republicano del Norte. Los primeros avances sublevados se topan con una feroz resistencia republicana que se apoya en la geografía de la zona, dando comienzo la conocida como Batalla de El Mazuco. La esperanza republicana era contener la ofensiva enemiga hasta la llegada del temporal de invierno, situación que obligaría a detener las operaciones hasta primavera. Sin embargo, a mediados de octubre resulta evidente que la caída de Asturias es cuestión de días. La tarde del 21 de octubre las tropas de la IV Brigada Navarra ocupan los últimos bastiones republicanos de Avilés y de Gijón, pudiendo darse por finalizada toda la campaña en el Norte.

## Consecuencias
Tras la larga campaña iniciada en el mes de marzo, los sublevados poseían ahora las minas de carbón asturianas y las industrias de Bilbao y, lo que es más importante, casi todas las industrias de armamento que existían en España, de producción pequeña en comparación a otros países europeos, pero muy significativa como aporte al esfuerzo bélico de cualquiera de los dos bandos.
Al término de la campaña, los sublevados habían conquistado además 18.500 kilómetros cuadrados de territorio, consiguiendo así contar con un millón y medio más de habitantes (incluidos muchos prisioneros de guerra, que fueron enviados a campos de concentración, enrolados como obreros en la industria o inclusive varios miles movilizados como "tropas de reserva" para el bando sublevado). Así mismo, ahora controlaban el 36% de toda la producción industrial española, el 60% de la producción española de carbón y poseían casi toda la producción de acero que se elaboraba en España antes de la guerra.
La guerra en el norte mostró la notable superioridad el armamento aéreo y artillero franquista. Especialmente importante fue la actividad de la Legión Cóndor alemana, que se demostró decisiva como ocurriría en otras campañas de la guerra civil española. Pero ni en la campaña del País Vasco, ni en la de Santander, ni en la de Asturias puede explicarse la victoria de los sublevados por superioridad técnica. La existencia de casi tres Estados independientes en el bando republicano, cada uno de los cuales sustentaba sus propias teorías de gobierno y su propio ejército, debilitó a los republicanos fatalmente.
El apoyo aéreo de los republicanos en el País Vasco fue muy débil al principio de las campañas de 1936, pero en el mes de junio de 1937 pudo disponerse de gran número de aviones: por desgracia eran aparatos ya muy usados, aparecían cuando los aeródromos disponibles estaban ya más lejos de la zona republicana, y para colmo los aviones soviéticos se veían en inferioridad numérica ante las aviaciones alemana e italiana.
El general Llano de la Encomienda, téoricamente encargado de dirigir todas las fuerzas leales a la República nunca logró crear un mando unificado entre las tropas vascas, cántabras y asturianas, ni lo consiguió su sucesor Gamir Ulibarri. También se daba el derrotismo en el bando republicano, en mucho mayor grado que la traición abierta.
El particularismo de las tropas republicanas del norte lo señalaría Dolores Ibárruri más tarde:

Hablar del Ejército del Norte era un eufemismo. Había las milicias de Asturias, las milicias de Santander y las del País Vasco, que en general actuaban cada una con sus propios mandos... No se toleraba que ningún intruso se inmiscuyese en asuntos de familia, aunque la estrechez egoísta y localista llevase a unos y a otros a la catástrofe, y a todos, a ir preparando el terreno para la derrota de la República...
Dolores Ibárruri. El único camino.

La victoria franquista también permitió que la flota sublevada pudiera trasladarse por completo al Mediterráneo para concentrarse allí en su esfuerzo bélico. Finalmente, 65.000 hombres del Ejército del Norte sublevado quedaran disponibles, junto a sus armamentos, para incorporarse al frente del sur. Desde mayo de 1937, el Ejército del Norte republicano perdió 33.000 hombres, más otros 100.000 que cayeron prisioneros y otros 100.000 heridos. Las pérdidas de los sublevados incluían 10.000 muertos y otras 100.000 bajas de diversa consideración.
Lo cierto es que aunque el Frente Norte había desaparecido, varios millares de hombres de las tropas republicanas permanecieron en las montañas astur-leonesas hasta el mes de marzo de 1938 negándose a capitular, frenando así otras posibles ofensivas de los sublevados (la actividad de la guerrilla fue tan intensa que durante meses permanecieron en esta área un gran número de tropas y Guardias Civiles). Entre 1937 y 1948 habría una actividad guerrillera en Asturias y Cantabria si cabe más intensa que la actividad militar habida durante los meses de combate abierto.